# 吉首站
吉首站是位于湖南省湘西土家族苗族自治州吉首市峒河街道的一个铁路车站，邮政编码416000。车站建于1978年，有焦柳铁路经过该站，现办理客运货运业务。车站距离月山站1095公里，隶属广铁集团张家界车务段，是二等站。
站内建有5条到发线、1条正线以及2座站台。另设有2条非专线、2条存车线二股和2条货物线:247。